# It’s a Beautiful Day (Band)
It’s a Beautiful Day war eine US-amerikanische Rockband, die 1967 von David LaFlamme in San Francisco gegründet wurde. Außerdem mit von der Partie waren LaFlammes erste Ehefrau Linda LaFlamme, Hal Wagenet, Mitchell Holman, Pattie Santos und Val Fuentes. Besonders war für damalige Verhältnisse, dass von Bandleader LaFlamme eine elektrisch verstärkte Violine als tragendes Melodieinstrument benutzt wurde und deswegen weitgehend auf den Einsatz einer Sologitarre verzichtet wurde.

## Geschichte
Noch vor Veröffentlichung des Debütalbums It’s a Beautiful Day (1969) stieß Fred Webb zur Band. Die LP bekam sehr gute Kritiken, als Singles ausgekoppelt wurden White Bird, Bombay Calling und A Hot Summer Day. Das originale LP-Cover gilt als eines der schönsten Cover in der Geschichte der Rockmusik, durfte später aus lizenzrechtlichen Gründen aber nicht weiter verwendet werden. Das Stück Bombay Calling inspirierte Deep Purple dazu, einen ihrer bekanntesten Songs, Child In Time, zu komponieren, denn Organist Jon Lord war ein großer Fan von It’s a Beautiful Day und Deep Purple waren Vorgruppe auf einer ihrer Tourneen.
Das zweite Album Marrying Maiden aus dem Jahre 1970 kam bis unter die Top 30 der US-amerikanischen Alben-Charts. Als Studio-Gast war Jerry García zu hören. Nachdem Holman und Wagenet die Band 1972 verlassen hatten, mussten sie durch Tom Fowler und Bill Gregory ersetzt werden. Die im gleichen Jahr erschienene LP Choice Quality Stuff Anytime bekam schlechte Kritiken. Außerdem erschien das Live-Album It’s a Beautiful Day at Carnegie Hall.
Auf der 1973er-LP Today waren dann auch nur noch Santos, Fuentes, Webb, Gregory, Bud Cockrell, Greg Bloch und Donald Waldrop zu hören. Danach löste sich die Band auf.
Nachdem David LaFlamme 1978 nach einigen schlecht verkauften Konzerten eine neue Band gründete, bekam sie den Namen It Was a Beautiful Day.
1996 kam es zu einem Reunion-Konzert mit David LaFlamme, Holman, Wagenet und Fuentes in Santa Cruz.

## Diskografie

### Alben
| Jahr | Titel                        | Höchstplatzierung, Gesamtwochen, AuszeichnungChartplatzierungen (Jahr, Titel, Platzierungen, Wochen, Auszeichnungen, Anmerkungen) | Höchstplatzierung, Gesamtwochen, AuszeichnungChartplatzierungen (Jahr, Titel, Platzierungen, Wochen, Auszeichnungen, Anmerkungen) | Anmerkungen |
| Jahr | Titel                        | UK | US | Anmerkungen |
| ---- | ---------------------------- | --- | --- | ----------- |
| 1969 | It’s a Beautiful Day         | UK58 (1 Wo.)UK | US47 Gold · (70 Wo.)US |             |
| 1970 | Marrying Maiden              | UK45 (2 Wo.)UK | US28 (20 Wo.)US |             |
| 1971 | Choice Quality Stuff/Anytime | — | US130 (16 Wo.)US |             |
| 1972 | Live At Carnegie Hall        | — | US144 (9 Wo.)US |             |
| 1973 | It’s a Beautiful Day...Today | — | US114 (10 Wo.)US |             |

Weitere Alben
- 1974: 1001 Nights (Kompilation)
- 1977: White Bird (Amherst Records)
- 1978: Inside Out (Amherst Records)
- 1995: Greatest Hits, (Limit. Picture Disc)
- 1998: It’s A Beautiful Day / Marrying Maiden (Re-Release)
- 2003: Beyond Dreams
- 2003: David LaFlamme - Live in Seattle
- 2005: David LaFlamme - Misery Loves Company

### Singles
- 1968: Bulgaria
- 1969: White Bird
- 1970: Soapstone Mountain
- 1970: The Dolphins
- 1971: Place of Dreams
- 1972: Anytime
- 1973: White Bird (live)
- 1973: Ain’t That Lovin’ You Baby